# 女王鳳凰螺
女王鳳凰螺（学名：Eustrombus gigas），又名大鳳螺或粉紅鳳凰螺，是一種大型及可食用的海螺。牠們是最大型的軟體動物之一，原產於大西洋西部由百慕達至巴西的海域。
女王鳳凰螺受到《瀕危野生動植物種國際貿易公約》的保護。不過，牠們在加勒比海並非真正瀕危，但在其他地區則因過度的漁獵為食物而受到威脅。

## 特徵
女王鳳凰螺的成貝長15-31厘米，紀錄上最大的達35厘米，很厚及很重，有一個很鮮色及特厚的外唇。外唇上有一個「鳳凰螺缺刻」，左眼可由此處伸出。
女王鳳凰螺的螺塔一般較其他鳳凰螺科的高。成貝近殼口的光澤表面主要呈粉紅色。這種粉紅色有時很淡色，有時顯出奶白色、桃色及黃色，甚至深洋紅色至紅色。殼皮很薄，呈淡黃褐色。
下列是出自《Index Testarum Conchyliorum》（1742年）的绘图：

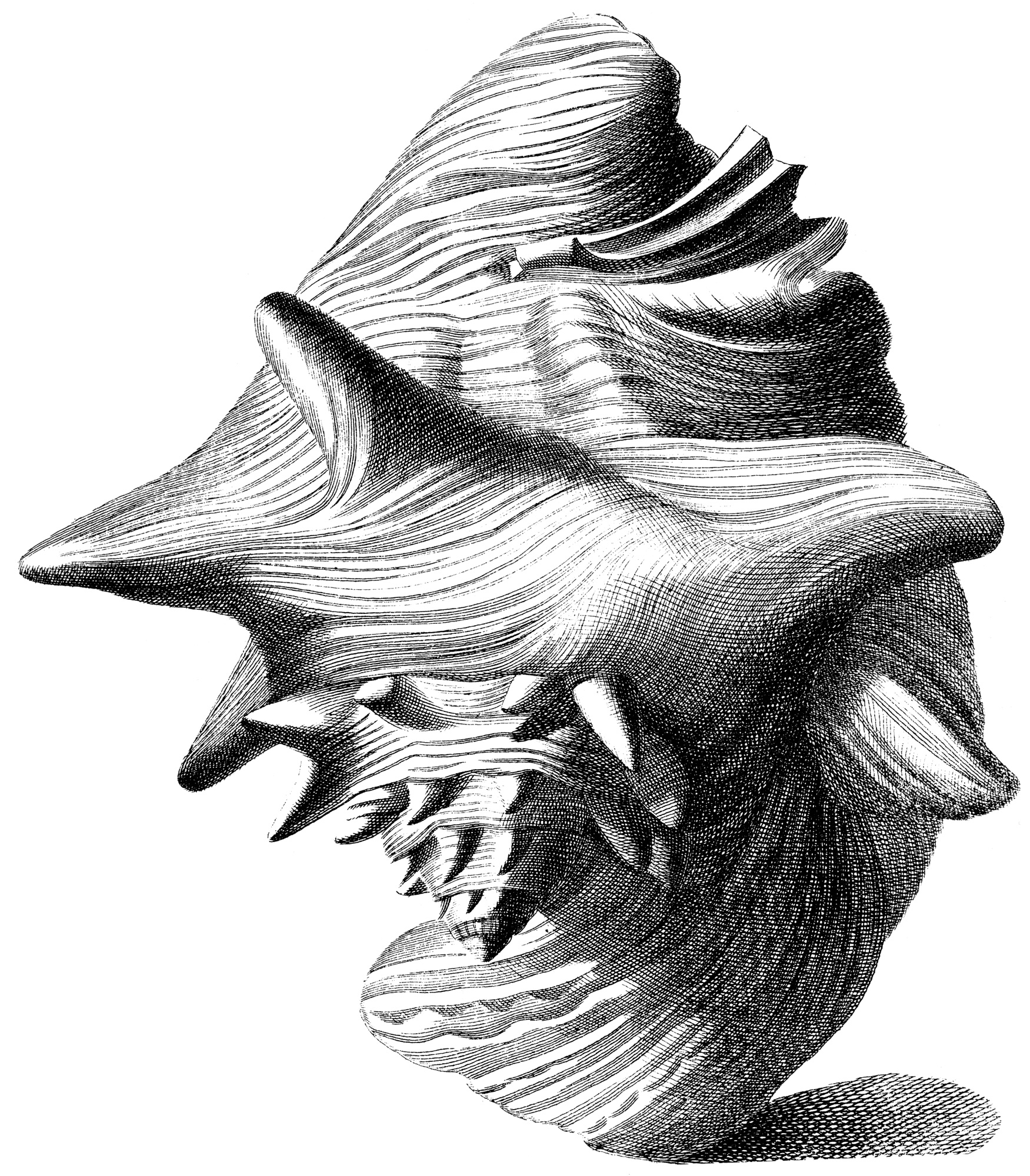
頂面觀
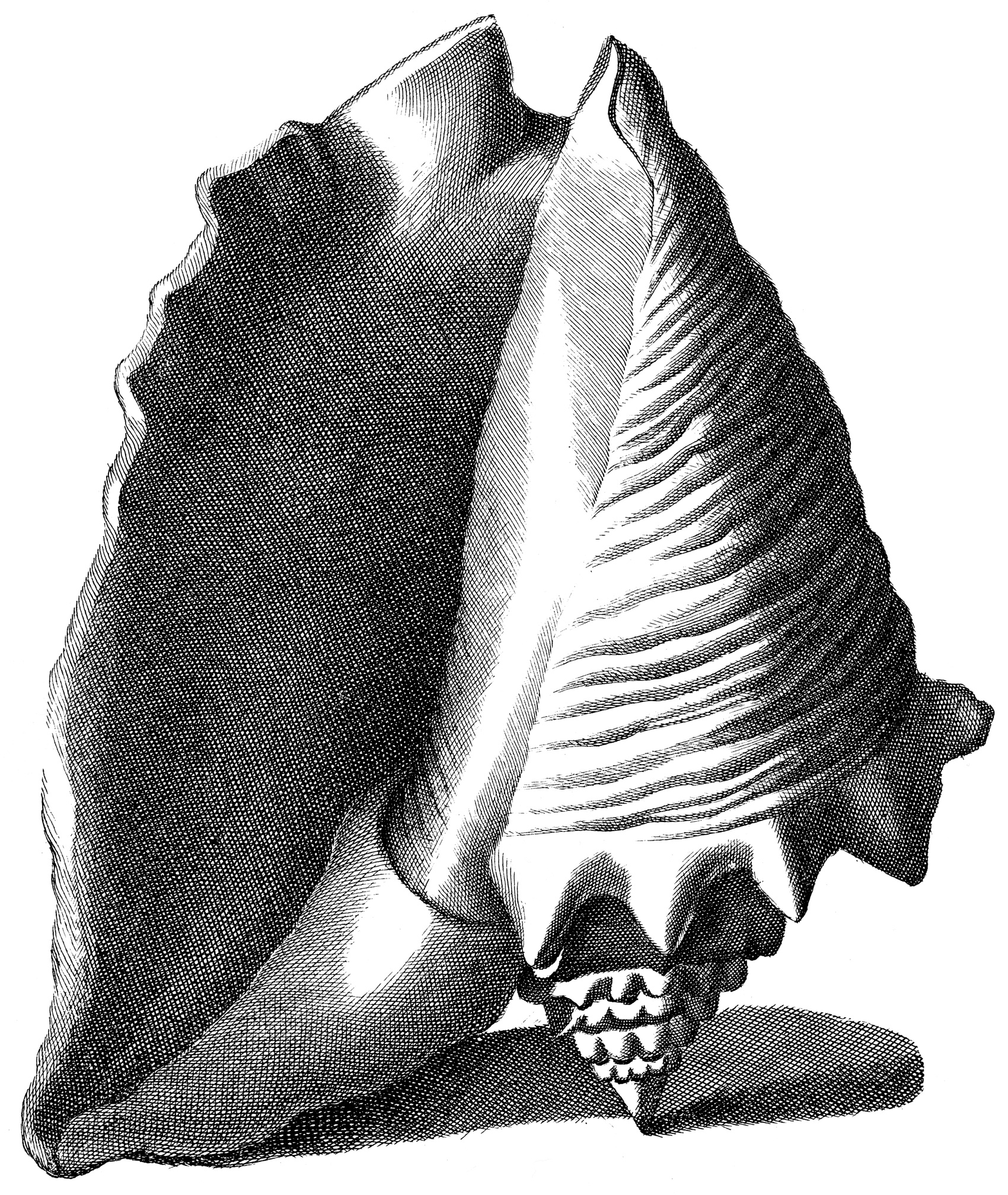
腹面觀
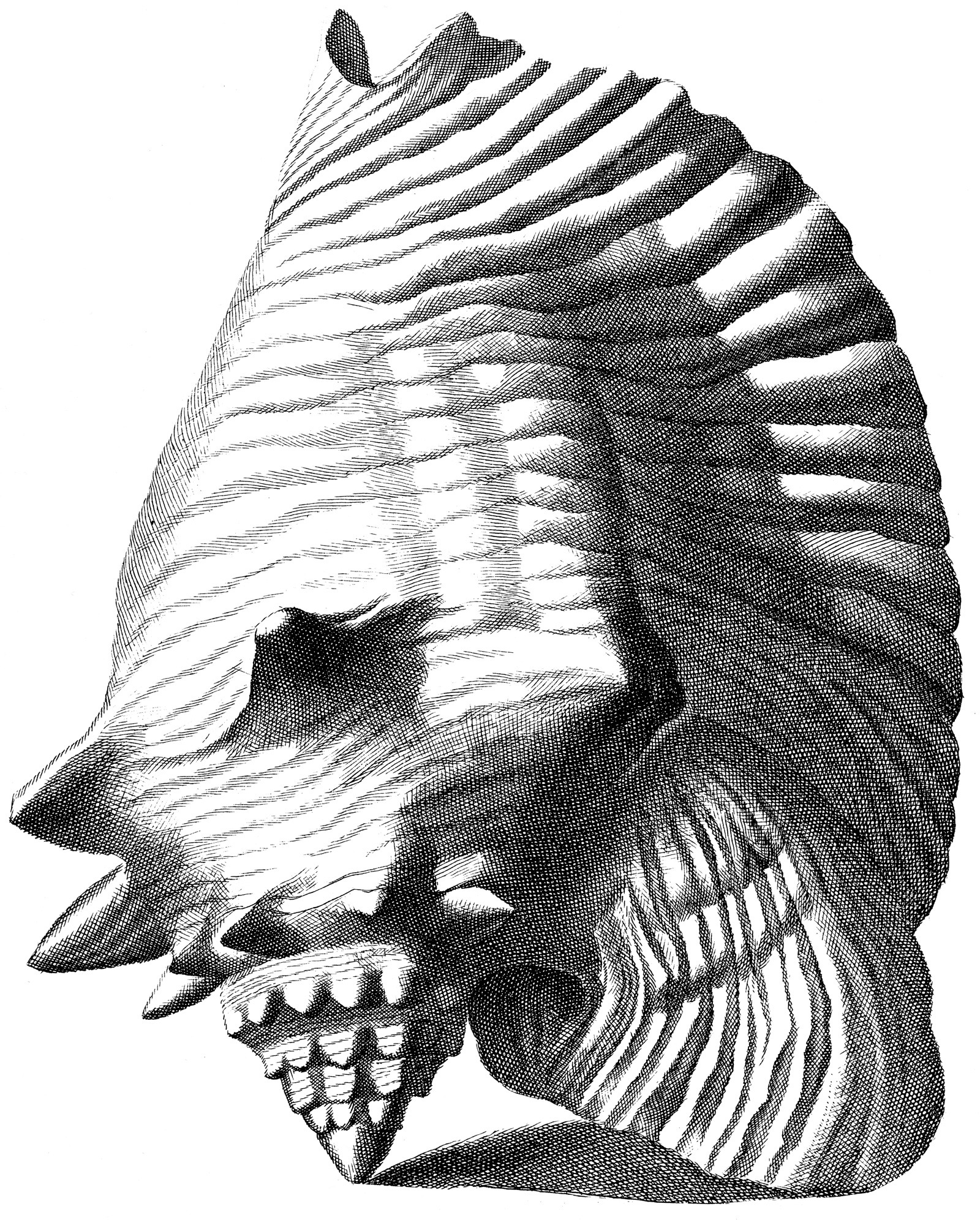
背面觀

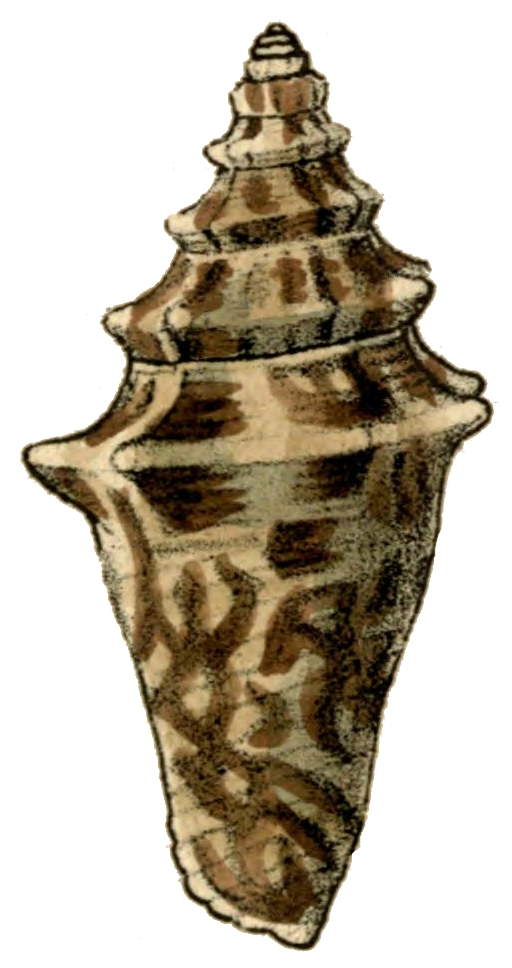
女王鳳凰螺的幼貝。

幼貝呈斑褐色及白色，殼唇尖而沒有鮮色。牠們很易受到海浪沖走。亞成貝的殼唇很薄且有鮮色；成貝的殼唇隨著年齡而逐漸變厚。
女王鳳凰螺的形態會大幅受到環境因素，如地理位置、營養及溫度等，並遺傳變異的影響。

## 構造

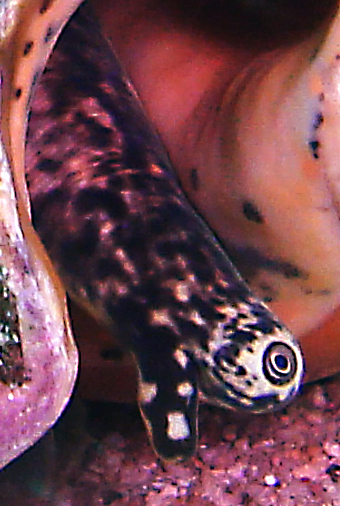
女王鳳凰螺眼柄上的眼睛，側面是一條細小的觸角。

女王鳳凰螺的構造要到1965年哥連·列圖（Colin Little）進行了詳細的研究後來被確認。

### 頭部
女王鳳凰螺的吻很長及可以伸縮。共有兩根眼柄，每根都有完整的眼睛，虹膜黑色，在前端上有一條細小的觸角。牠們的眼睛是可以完全再生的。吻及眼柄都有深色斑點。牠們的齒舌為紐舌型。

### 外套膜及內臟隆起
女王鳳凰螺的外套膜前端呈深色，向後端逐漸褪色。外膜套口一般呈橙色，而虹吸管也是呈橙色或黃色的。若將殼移走，大部份器官都可以從外部分辨，如腎臟、原腎管、心囊、生殖腺、胃部等。

### 足部
女王鳳凰螺有強壯及大的足部，呈白色，有褐色和白色的斑點及斑紋。足部前端底有一個凹坑，內藏足腺口。殼蓋呈深褐色及鐮狀，連在足部後端，相連長度約為總長度的三分之一，並由中央肋骨所加固。足部後端的其餘部份呈圓形。運動時，只有前端是會接觸地面。螺軸肌很大及很強壯。
女王鳳凰螺有獨特的運動方式。牠們會先將足部後端的殼蓋放在地面，足部此時會向前伸展，同時將殼升高及拋向前，彷彿在跳動一樣。牠們因面適於攀爬垂直面，並能阻止掠食者的追蹤。

## 分佈
女王鳳凰螺原產於北美洲及中美洲。牠們分佈在加勒比海的熱帶海域水深0.3-18米，包括墨西哥、科羅拉多州南部及巴哈馬群島，北至百慕達。

## 生態

### 棲息地

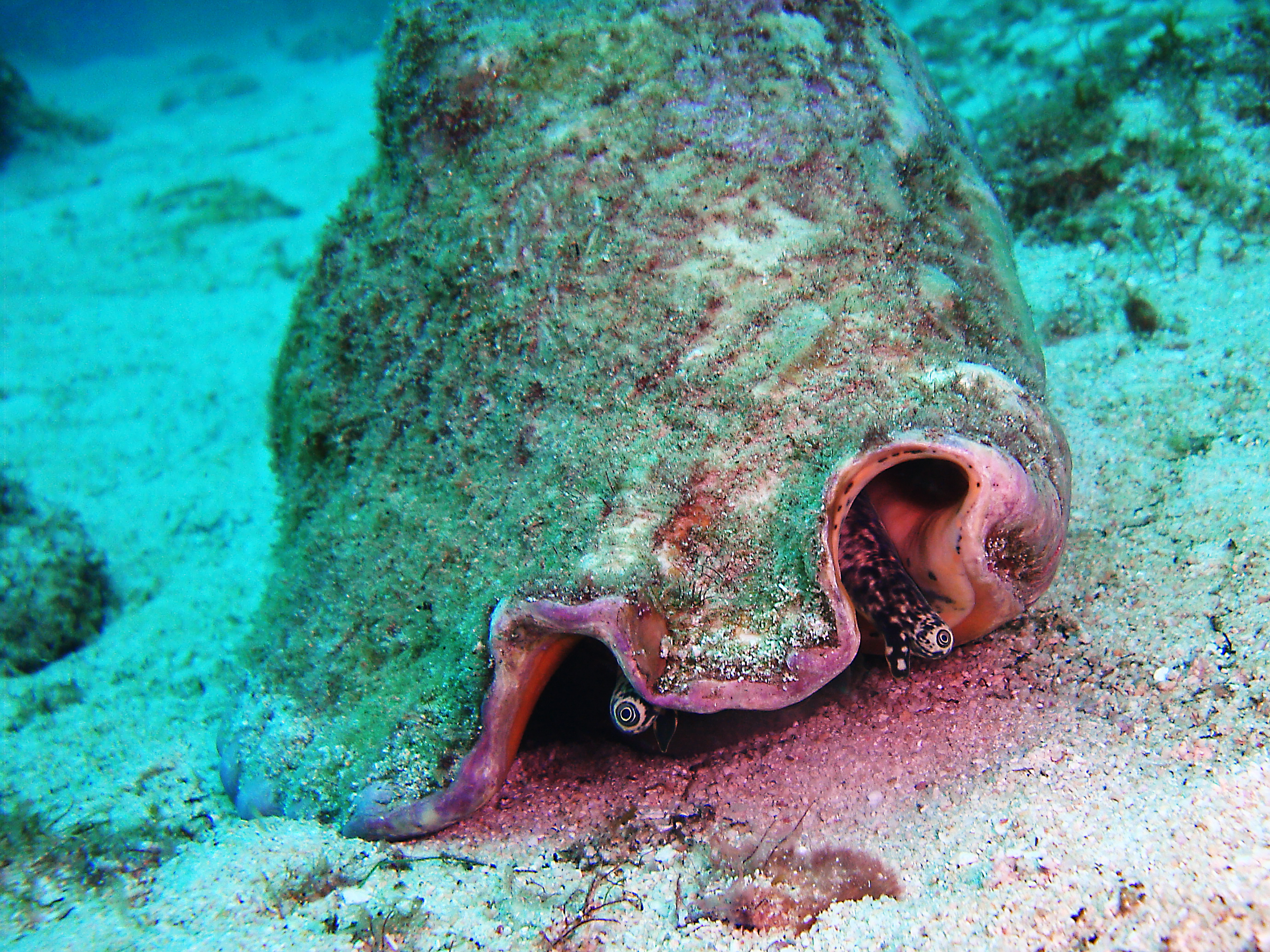
女王鳳凰螺的殼被固著生物所覆蓋。

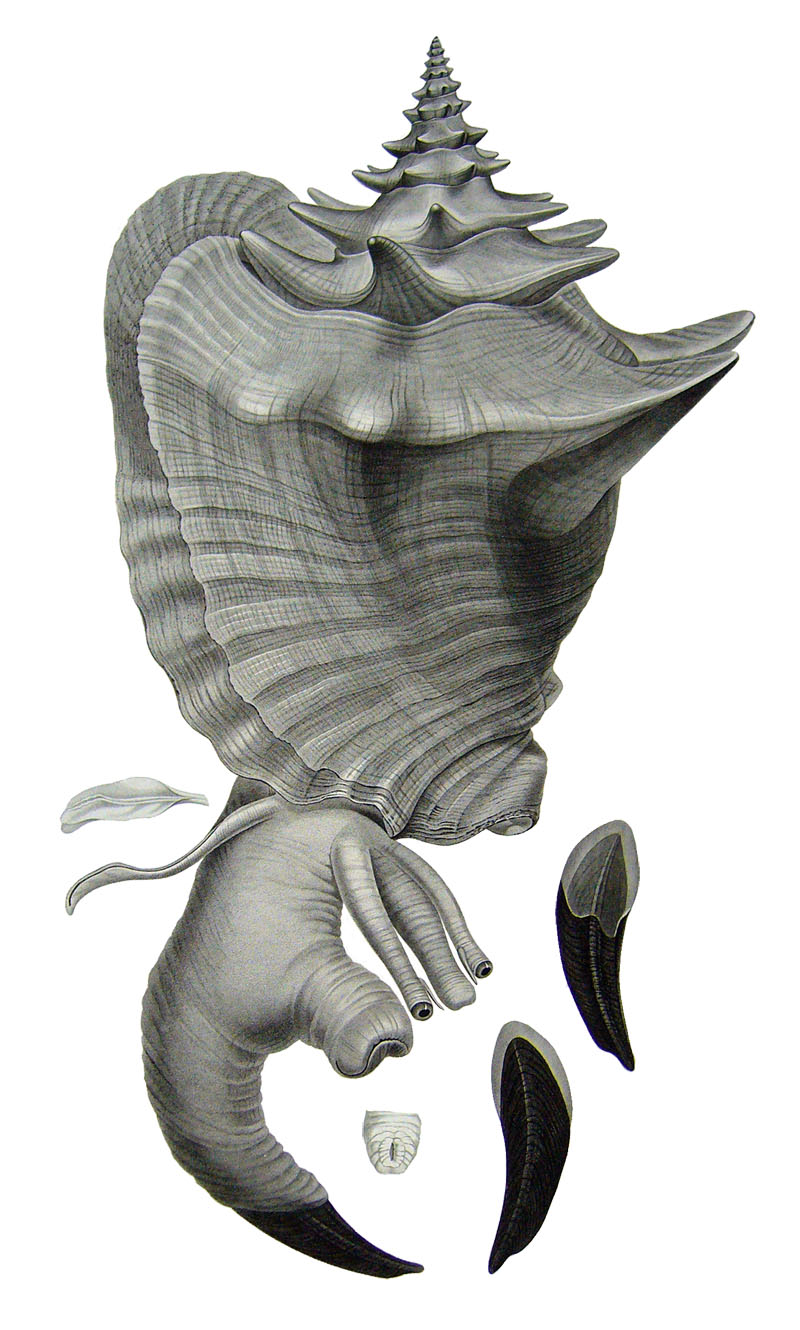
Duclos in Chenu於1844年创作的绘图，可看清鳃盖的细节。

女王鳳凰螺棲息在海草坪及砂質地方，而很多時都會有龜草生長。幼貝會在淺水近岸的海草坪出沒。牠們習慣上會聚居，數量可達幾千隻。

### 生命周期
女王鳳凰螺是雌雄異體的，受精是在體內發生。雌貝一般較雄貝大，兩者體型比例卻相似。雌貝會在砂地或海草上產卵，卵排列成凝膠狀的繩子般，長度可達75呎。每組卵可以由多個雄貝受精，而一組卵的數量可以因環境因素所大大影響。一般而言，雌貝每季會產8組卵，每組約有18-46萬顆卵，最多更可達75萬顆卵。
孵化後，面盤幼體會在浮游生物界中生長幾日，主要吃浮游植物。孵化後的16-40日會開始進行變態，直至胎殼長1.2毫米。變態後，牠們畢生都會在底棲帶生活。
女王鳳凰螺約3-4歲就達至性成熟，殼長約18厘米及重5磅。牠們的壽命達7歲。在深海中，牠們平均壽命達20-30歲。最長可以達40歲。

### 食性
女王鳳凰螺相信是草食性的，吃海苔及著生植物，有時也會吃腐質。

### 共生
女王鳳凰螺與一些腹足綱是共生的，主要有履螺屬、瓷蟹及天竺鯛屬，而天竺鯛屬會躲避在外膜套。

### 掠食者
女王鳳凰螺是很多掠食性腹足綱的獵物，如蘋果骨螺、天王赤旋螺、西印度鉛螺、玉螺屬、無臍玉螺屬、岷答那骨螺、大西洋大法螺、鬱金香旋螺等。
另外一些甲殼動物亦是牠們的掠食者，如美味優游蟹、公雞饅頭蟹、眼斑龍蝦等。
棘皮動物的掠食者包括網瘤海星及巨寄居蟹，其他的包括魚類、海龜及人類。

## 用途

### 傳統用途

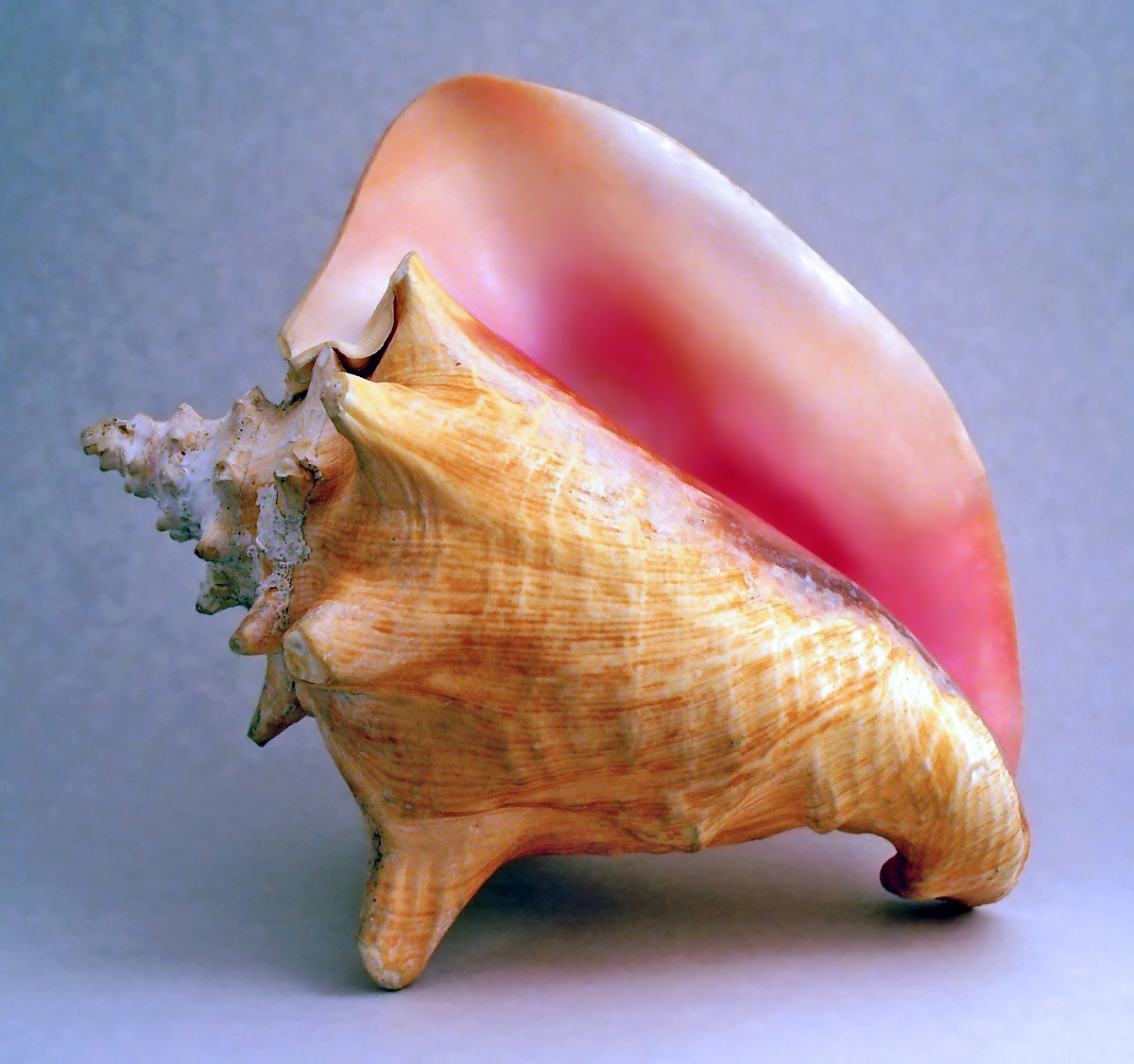
女王鳳凰螺的外唇已被切割打磨，看起来更为整齐

馬雅文明的圖象顯示牠們的拳手會戴上女王鳳凰螺的貝殼。
美國科羅拉多州南部的印第安人（如德貴斯塔）及加勒比人在學懂使用金屬前，會以女王鳳凰螺的殼唇來製作刀、斧頭及鑿。

### 食物
在加勒比地區的很多島嶼上，女王鳳凰螺都是主要的食物或魚餌。於1992年及2003年，其漁獲就分別價值3000萬及6000萬美元。於1993年至1998年期間，其漁獲就介乎652萬至737萬公斤，但後來於2001年就下降至313萬公斤。

### 裝飾及珠寶
女王鳳凰螺是受歡迎的裝飾物，但其出口已受到規管。牠們很少會有珍珠，故其珍珠價值等同寶石，會被鑲在頸飾或耳環上。牠們的珍珠與一般的珍珠不同，是天然石灰結核的。

## 威脅
女王鳳凰螺因過度漁獵而大幅減少。過度漁獵對牠們造成極嚴重的威脅，不單成貝被捕獵，連較大的幼貝也被捕獵作為食物，令牠們的繁殖能力大大下降。情況繼續的話，牠們最終不能復原，例如在洪都拉斯、海地及多明尼加的數量就已經不能持續。不過，現時仍有很多非法貿易及捕獵，造成生態問題。

## 保育
女王鳳凰螺自1985年起已受到《瀕危野生動植物種國際貿易公約》，並於1992年列在附錄二中，其貿易受到高度規管，是被保護的第一種大型漁獲。在美國科羅拉多州及鄰近的聯邦海洋，其捕獵已經被禁止。在波多黎各及處女群島，牠們的生態也受到監控。

## 外部連結
- ARKive
- Animal Diversity Web（页面存档备份，存于）
- Microdocs（页面存档备份，存于）